# Francisco Vallejo Pons
Francisco Vallejo Pons (* 21. August 1982 in Es Castell auf Menorca) ist ein spanischer Schachspieler.

## Leben
Francisco Vallejo erlernte die Schachregeln als Fünfjähriger. Schnell galt er als eines der hoffnungsvollsten Talente in Spanien und nahm an zahlreichen internationalen Jugendmeisterschaften teil: Er wurde Zweiter bei der U10-Jugendweltmeisterschaft 1991 in Mamaia, Zweiter bei der U10-Europameisterschaft in Warschau 1992, geteilter Dritter (mit Étienne Bacrot) bei der U10-WM 1992 in Duisburg, Zweiter bei der U12-WM 1993 in Bratislava und geteilter Dritter (mit Ruslan Ponomarjow) bei der U12-WM in Szeged 1994.
1998 gewann er gemeinsam mit Miguel Illescas Córdoba die Spanische Meisterschaft in Linares und wurde im selben Jahr von der FIDE zum Internationalen Meister ernannt, 1999 im Alter von 16 Jahren und 9 Monaten, zum Großmeister. 2000 wurde er Zweiter bei der Jugendeuropameisterschaft U20 in Avilés und Jugendweltmeister U18 in Oropesa del Mar. In diesem Jahr gewann er das Mallorca-Open und spielte erstmals in der spanischen Nationalmannschaft bei der Schacholympiade in Istanbul. 2001 gewann er in Havanna das Capablanca-Memorial und spielte im selben Jahr in Mondariz gegen den Bosnier Ivan Sokolov einen Wettkampf 4:4 (+1 =6 −1).
2002 spielte er erstmals beim Welteliteturnier in Linares, das von Garri Kasparow gewonnen wurde. Außerdem gewann er in diesem Jahr in Dos Hermanas und wurde bei der Spanischen Meisterschaft, ausgetragen in Ayamonte, Zweiter hinter dem Wahl-Spanier Alexei Schirow. 2004 besiegte er Viktor Kortschnoi in einem Wettkampf in Vera (Almería) mit 3,5:2,5 (+2 =3 −1). Beim Schach-Weltpokal 2005 in Chanty-Mansijsk wurde er Zwölfter. 2006 gewann er zusammen mit Ruslan Ponomarjow ein Jungmeisterturnier im mexikanischen Cuernavaca sowie die spanische Landesmeisterschaft in León. 2009 gewann er in Cala Major erneut die spanische Meisterschaft. 2014 wurde er in Linares zum dritten Mal spanischer Meister, 2015 und 2016 gelang ihm an gleicher Stelle die Titelverteidigung.
| Hier fehlt eine Grafik, die leider im Moment aus technischen Gründen nicht angezeigt werden kann. Wir arbeiten daran! |

## Nationalmannschaft
Mit der spanischen Nationalmannschaft nahm Vallejo an den Schacholympiaden 2000, 2002, 2004, 2006, 2008, 2010, 2012, 2014 und 2016 teil und erreichte 2008 in Dresden das zweitbeste Einzelergebnis am zweiten Brett. Außerdem vertrat er Spanien bei den Mannschaftseuropameisterschaften 2001, 2003, 2007, 2009, 2011, 2013 und 2015, er erreichte 2003 das beste und 2007 das zweitbeste Ergebnis am zweiten Brett.

## Vereine

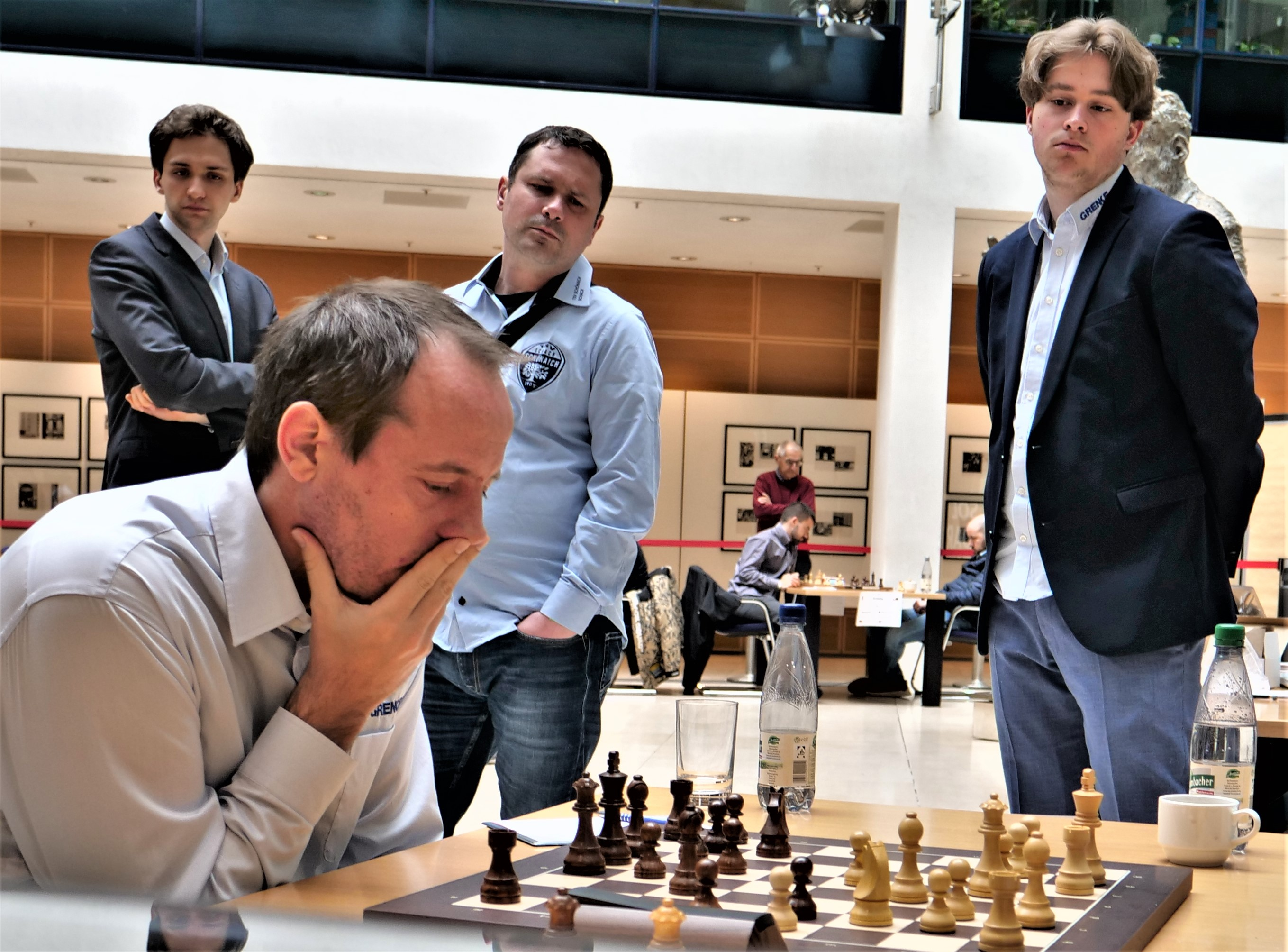
Vallejo und Kiebitze Vincent Keymer (re.) und Alexander Donchenko (li.) am 2. April 2023 im Berliner Willy-Brandt-Haus

In der spanischen Mannschaftsmeisterschaft spielte Vallejo von 1995 bis 2000 und erneut von 2008 bis 2011 für die Mannschaft von CA Marcote Mondariz, mit der er 1999 und 2010 Meister wurde, 2002, 2006 und 2007 für CA Tiendas UPI Mancha Real, mit denen er 2002 Meister wurde, 2003 bis 2005 für CA Valencia, 2013 für den SCC Sabadell, 2015 und 2016 für die Mannschaft von Sestao Fundacion EDP, mit der er 2016 den Titel gewann, sowie 2020 für Andreu Paterna.
In der deutschen 1. Bundesliga spielte Vallejo in der Saison 2001/02 für den Meister Lübecker Schachverein von 1873, in der Saison 2002/03 für den SK Turm Emsdetten, seit 2003 spielt er für die OSG Baden-Baden, mit der er 2006, 2007, 2008, 2009, 2010, 2011, 2012, 2013, 2014, 2015, 2017, 2018, 2019 und 2020 deutscher Mannschaftsmeister wurde. Mit Baden-Baden nahm er auch 2008, 2009 und 2010 am European Club Cup teil und erreichte 2008 mit der Mannschaft den zweiten Platz und 2009 in der Einzelwertung am dritten Brett den dritten Platz. In Frankreich spielte Vallejo in der Saison 2001/02 für Montpellier Echecs und von 2002 bis 2007 für NAO Paris, mit denen er 2003, 2004, 2005 und 2006 französischer Mannschaftsmeister wurde, den European Club Cup 2003 und 2004 gewann und beim European Club Cup 2005 den dritten Platz erreichte. Am European Club Cup nahm Vallejo außerdem 2016 mit Ashdod teil, 2018 und 2019 mit der Mannschaft von Obiettivo Risarcimento Padova, die den Wettbewerb 2019 gewann. In der chinesischen Mannschaftsmeisterschaft spielte er 2017 und 2019 für Hangzhou, 2018 für Chengdu.